# Zゲージ
Zゲージ（ゼットゲージ）とは鉄道模型の規格のひとつ。Zスケールとも呼ばれる。

## 概要
Zゲージは縮尺1/220・軌間6.5mmの鉄道模型規格の名称である。縮尺1/220をZスケールと呼ぶ場合もある。
小スケールであるが故に精密感がある。また狭い場所でもレイアウト・ジオラマを設置でき、実物に近い長編成の列車も小スペースで走らせることができる。一方で、小スケールであるが故に動力車の重量が軽くなり、分岐器や急カーブで脱線しやすく、充分な牽引力を確保することが難しいという側面もある。また、フライホイールを搭載していても慣性が小さく、レールの汚れや酸化により集電性が落ちている場合走行がギクシャクする場合がある。

## 歴史

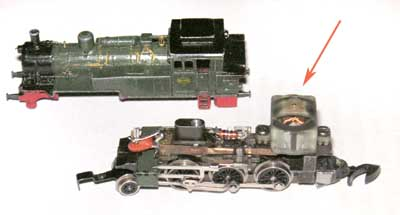
分解されたZゲージの機関車

Zゲージはメルクリンの設計技師長ヘルムート･キリアンの考案によって企画された。
1972年のニュルンベルク国際玩具見本市において、メルクリンから「ミニクラブ」の名で発表されたのが最初である。新しい規格の名称に「Z」が選ばれた理由は「商業模型において将来にわたってこれよりも小さいスケールのものは出現しないだろう」と言う意味がこめられていたためであった。
1978年、メルクリン製の機関車に牽引された6両編成の列車が無停車で1219時間、720kmの走行を記録し、ギネスブックに掲載された。
販売開始から30年以上の間、車両・電源装置・線路など、鉄道模型のシステム全てを取り揃えているのはメルクリンだけであり、イギリスのPecoは線路を、アメリカのマイクロトレインズはアメリカ型ディーゼル機関車と貨車と道床つき線路を、日本のガレージキットメーカーの一部が車両を発売したなどに留まっていた。このことが高価格化や愛好者の伸び悩み、サードパーティーによる人形やストラクチャーの供給が少ないなど悪循環に陥り、普及を妨げる要因になって来た。PecoではNゲージ（Nスケール）のナローとして軌間6.4mmの製品を発表したが、後にZゲージと線路を共用できるように6.5mmに変更された。

## デジタル化
1988年、メルクリンのカタログに3機種の電子式コントロールシステムを搭載した機関車が掲載されたが、実際には発売されなかった。原因はデコーダーの発熱問題を解決できなかったからだと推測されている。現在ではそれらの問題は解決され、車両製品には先進的な電子装置が組み込まれている。今日では、サードパーティー製のデコーダを搭載する愛好者は増加しつつある。
ヨーロッパの標準であるセレクトリックスから供給されている、いくつかの最も小さく厚さ2mm以下のデジタルコマンドコントロール対応の物が一般的である。

## 日本国内の状況

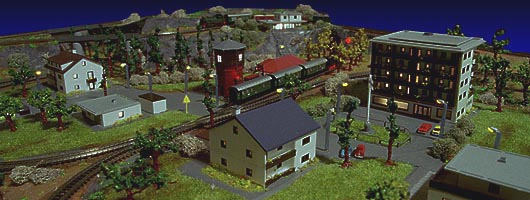
Zゲージのレイアウト

かつては日本型車両は一部のガレージキットメーカーからのみ供給されたが、2000年代中盤頃から大メーカーが参入しはじめた。最初期は食品玩具（食玩）扱いの製品であったが、その後は鉄道模型として一般発売され、販売ルートも鉄道模型店経由が主流となった。
アキア
2006年4月、アキア（現プラスアップ）が車両単品と線路を付けた食玩「ZJゲージ」を発売し、5月には電源装置を発売した。2007年にはEF81機関車2種を上位ブランド「REAL ZJ」として発売したが、2008年2月以降更新を休止している。2008年6月18日、OEM供給する予定だった天賞堂が開発中止を発表。
天賞堂
2007年2月2日、天賞堂が参入を発表。当初発売が予定されていたEF81は開発中止となったものの、2010年にZゲージ初の日本型蒸気機関車としてD51蒸気機関車を発売した。
東京マルイ
2007年2月14日、東京マルイが参入を発表し、試作品を公開した。同年末に一部製品を発売した。その後PRO Zというブランド名でEF65形500番台と20系寝台客車、山手線E231系500番台、コキ50000形の発売に至る。小スケールを生かした完成品レイアウトモジュールが特徴。
クラウンモデル
2007年、クラウンモデルがプリモロコ(PRMLOCO)ブランドでの参入を発表し、試作品を公開した。第1弾にブルートレインセット、DD51機関車が予定されていたが、発売中止となった。2009年にEF64形1000番台やワム80000、コキ104を発売。
プラッツ
エフトイズと新幹線0系電車を共同開発して発売した。
ロクハン
2010年4月に会社創立。当初は完成品メーカーとして唯一縮尺1/200を採用予定であったが、同年5月24日に1/220採用への方針変更を発表。レールセットや電源装置、日本風ストラクチャー、脱着式コンテナ、DD51機関車、キハ52、500系新幹線、113系電車、タキ1000、セキ3000、セキ6000、14系客車、コキ106、EF66機関車、24系25形客車、115系、DE10機関車、50系客車、EF81機関車、EF210形電気機関車、C11蒸気機関車、103系電車、ワム70000、トラ45000を発売。後発ながら最も積極的に展開する。

## ナローゲージ規格

### Zmゲージ
欧州鉄道模型標準規格（NEM）に定められた規格で、メーターゲージ（1000mm）・ケープゲージ（1067mm）・3フィートゲージ（914mm）など軌間が850mm以上1250mm未満の実物の鉄道車輛を、1/220に縮小して模型化する。軌間は4.5mmである。現在Zスケールの正式なナローゲージ規格はこの規格のみである。